# Autisme en Chine
 (juillet 2024).
L'autisme en Chine a longtemps été marqué par un retard massif de diagnostic. Bien que l'autisme est légalement reconnu comme handicap en Chine, la prise en charge des personnes concernées reste insuffisante et l'exclusion sociale des personnes autistes reste encore très marquée.

## Historique
Le sujet de l'autisme est abordé pour la première fois dans la littérature médicale chinoise en 1982 par le pédopsychiatre Tao Guotai, qui a exercé à l'Institut de pédopsychiatrie de Nanjing,.
La législation chinoise reconnaît l'autisme comme un handicap depuis 2006.

## Prévalence
Dans les années 2010, le nombre de personnes autistes en Chine est encore largement sous-évalué. En effet, la plupart des études de prévalence réalisées jusqu'alors ont uniquement pris en compte les enfants scolarisés dans des établissements spécialisés. En 2013, un partenariat entre l'université de Cambridge, l'université de Hong Kong et la Fédération chinoise des personnes handicapées (en) voit le jour afin d'évaluer la prévalence réelle des troubles du spectre autistique en Chine continentale, ce qui n'avait jamais été fait jusqu'alors. En 2015, une première étude nationale effectuée auprès de 127 000 enfants affirme que l'autisme toucherait 4 enfants sur 1000. Dès 2016, une étude parue dans la revue Nature Communications démontre que certaines mutations génétiques graves potentiellement responsables de certaines formes d'autisme sont présentes dans les mêmes proportions dans la population chinoise que dans les populations occidentales.
D'après une étude publiée en 2019 dans la revue Autism, les troubles du spectre autistique touchent environ 1 personne sur 100 en république populaire de Chine, un taux équivalent à celui observé dans les pays occidentaux,,. Selon une méta-analyse de 2020 réalisée en collaboration avec la Commission nationale de la santé, les troubles du spectre autistique toucheraient quelque 0,7 % des enfants âgés de 6 à 12 ans en Chine, soit environ 700 000 enfants à l'échelle du pays, avec environ trois fois plus de diagnostics chez les garçons que chez les filles. Une étude publiée dans The Lancet en 2018 démontre que la Chine est le pays comptant le plus d'enfants de moins de 5 ans en situation d'autisme, derrière l'Inde ; il s'agit également du pays ayant le plus d'enfants de moins de 5 ans vivant avec un trouble du déficit de l'attention avec ou sans hyperactivité, un autre trouble du neurodéveloppement fréquemment associé à l'autisme.

## Exclusion sociale

### Dans les établissements scolaires
En 2020, moins de 10 % des enfants autistes âgés de 6 à 12 ans sont scolarisés dans des établissements spécialisés en Chine. Ces derniers sont généralement peu adaptés aux autistes à haut niveau de fonctionnement et aux autistes Asperger.
A contrario, les troubles du comportement des élèves autistes sans déficience intellectuelle sont davantage attribués à leur personnalité qu'à leur handicap. En 2012, l'exclusion d'un enfant autiste d'une école primaire de Shenzhen en raison de ses troubles du comportement a suscité de vives controverses.

### Accès à l'emploi
En 2016, le taux de chômage des personnes autistes en Chine est supérieur à 90 %. De rares employeurs proposent des postes d'emploi spécialement aux personnes autistes ; il s'agit généralement d'usines et d'établissements de restauration. L'exclusion économique des personnes autistes s'est aggravée lors de la pandémie de Covid-19.

## Prise en charge
De 2000 à 2012, quelque 52 structures d'aide aux enfants autistes ont vu le jour dans tout le pays.
À partir des années 2010, plusieurs documents officiels sont émis afin de renforcer la prise en charge : en 2012, un premier rapport réalisé par l'ONG Stars and Rain et l'université normale de Pékin pointe l'insuffisance de prise en charge des enfants autistes, ainsi que le manque de formation du personnel accompagnant, moins d'un accompagnant sur cinq ayant reçu une formation adaptée à la prise en charge de l'autisme. En septembre 2022, la Commission nationale de la santé publie un premier protocole visant à renforcer le dépistage, le diagnostic et la prise en charge de l'autisme.
Depuis 2020, des chiens d'assistance sont mis à disposition d'individus autiste dans la province du Shaanxi, dans le Centre-Est du pays. En décembre 2023, pour la première fois dans le pays, trois chiens d'assistance sont approuvés à Shanghaï pour assister les enfants autistes au quotidien, notamment dans la gestion des troubles du sommeil et des émotions,. D'autres chiens ont ensuite été agrémentés dans le pays. L'équithérapie est également pratiquée auprès d'individus autistes en Chine,,.
Depuis 2017, l'hôpital pédiatrique de Harbin, dans le Nord-Est du pays, pratique une prise en charge de l'autisme assistée par des jouets-robots.

## Recherche
Fin 2023, une équipe de chercheurs shanghaïens annonce avoir essayé avec succès une thérapie génique sur des souris présentant des anomalies génétiques similaires à celles observées chez les humains autistes,,,. Un mois plus tôt, une équipe de l'Institut de génétique et de biologie développementale de l'Académie chinoise des sciences annonce avoir reproduit un terrain génétique favorable au développement d'un trouble du spectre autistique au sein de plusieurs portées de chiens de race beagle. L'équipe affirme avoir observé chez ces animaux une rigidité comportementale associée à une interaction réduite avec les êtres humains, un niveau d'anxiété élevé dans diverses situations ainsi qu'une hypersensibilité au bruit, phénomènes semblables à ceux observés chez de nombreux êtres humains autistes,. Une expérience similiaire a déjà été tentée sur des singes à l'Institut de neurosciences de Shanghaï en 2016,,,, ainsi que dans la provine du Guangdong en 2018.

## Perception de l'autisme

### Dans les médias
Toutefois, lors de la Journée mondiale de la sensibilisation à l'autisme en 2016, le mot-dièse #WorldAutismDay recueille quelque 827 millions de vues et plus de 100 000 sujets de discussion sur le réseau social chinois Sina Weibo ; ces chiffres sont en nette augmentation par rapport à l'année précédente.

### Dans la culture populaire
En mandarin, le trouble du spectre autistique est dénommé « trouble du repliement sur soi » (chinois simplifié : 自闭症 ; pinyin : zì bì zhèng) ou encore « trouble du solitaire » (chinois simplifié : 孤独症 ; pinyin : gū dú zhèng). Les enfants atteints d'autisme sont quant à eux surnommés « enfants des étoiles » (chinois simplifié : 来自星星的孩子 ; pinyin : láizì xīngxīng de háizi), une métaphore censée souligner l'éloignement apparent des individus concernés en raison de leur isolement social et de leurs difficultés dans la communication,,,,.
Plusieurs films chinois traitent de l'autisme : le documentaire Children of the Stars (en) (2007) à propos de la vie quotidienne des enfants autistes dans le pays, et le drama Océan paradis (2010), qui met en scène un père célibataire gravement malade qui se bat pour assurer un avenir prometteur à son fils autiste. Après la diffusion du film, la fondation Beijing Stars and Rain lance la collecte de fonds Ocean Heaven Project (chinois simplifié : 海洋天堂计划 ; pinyin : hǎiyáng tiāntáng jìhuà) en partenariat avec la One Foundation (en) pour venir en aide aux enfants autistes et à leurs familles. Le film hongkongais Tomorrow Is Another Day (en) (2017) raconte les difficultés rencontrée par une mère dans la prise en charge de son fils autiste. Les acteurs Teresa Mo et Ling Man-lung (en) sont tous deux récompensés d'un Hong Kong Film Award pour leur rôle dans le film.
En 2014 sort la chanson Moms of Stars (chinois simplifié : 星星的妈妈 ; pinyin : xīngxīng de māmā) du chanteur pop Huazi. L'artiste fait paraître une autre chanson dédiée aux pères d'enfants autistes à l'occasion de la Journée mondiale de la sensibilisation à l'autisme le 2 avril 2016.